# Gymnasium Karlsbad
Das Gymnasium Karlsbad ist ein Gymnasium in Karlsbad in Baden-Württemberg.

## Geschichte
Die Gründung des Gymnasiums Karlsbad diente der Entlastung der Gymnasien in Ettlingen. Im Juli 1970 beschloss der Gemeinderat der Gemeinde Karlsbad ein Gymnasium zu gründen. Im Schuljahr 1971/72 nahm das Gymnasium den Unterricht auf, allerdings in den Räumen der Haupt- und Realschule. Zum Schuljahr 1975/76 fand dann der Umzug in den eigens für das Gymnasium geschaffenen Neubau statt. Die Schülerzahl war zu dieser bereits auf fast 700 angewachsen.

## Profil
Das Gymnasium Karlsbad bietet ein naturwissenschaftliches und ein sprachliches Profil an. Erste Fremdsprache (ab Klasse fünf) ist Englisch, zweite (ab Klasse sechs) Französisch oder Latein, als dritte Fremdsprache (ab Klasse acht) kommt im sprachlichen Zug zusätzlich noch Spanisch bzw. Französisch hinzu.

## Arbeitsgemeinschaften
Das Gymnasium Karlsbad bietet eine Vielzahl an Arbeitsgemeinschaften an, darunter eine Homepage-AG, eine Wirtschafts-AG (Schülerfirma Platypus), eine Fair-Trade-AG, eine Chor-AG, eine Kletter-AG und eine Turn-AG.

## Schüleraustausch
Das Gymnasium Karlsbad pflegt einen regelmäßigen Austausch mit zwei Schulen in Frankreich, einer Schule in Výškov in Tschechien, einer Schule in Klausenburg in Rumänien und einer Schule in Gatschina in Russland.

## Besonderheiten
Die Schule ist Mitglied im Netzwerk Schule ohne Rassismus – Schule mit Courage.
Eine Absolventin ist die Rechtsextremistin, Reichsbürgerin sowie ehemalige AfD-Bundestagsabgeordnete und Richterin, Birgit Malsack-Winkemann.